# Check You Out
Check You Out è un singolo di Darin, pubblicato come estratto dall'album in studio Exit il 29 gennaio 2013.

## Tracce
1. Check You Out – 3:23